# برهام مقصودلو
برهام مقصودلو Parham Maghsoodloo (ولد في 11 أغسطس 2000) لاعب شطرنج إيراني يحمل لقب أستاذ كبير.

## إنجازات
- فاز ببطولة إيران للشطرنج عام 2017.
- شارك في كأس العالم للشطرنج عام 2015، حيث هزمه الفلبيني ويسلي سو في الجولة الأولى.
- مثل بلاده في أولمبياد الشطرنج الثاني والأربعين في عام 2016.

## ألقاب
- نال لقب أستاذ كبير GM عام 2016، بعد أن نال لقب أستاذ دولي في نفس العام.

## روابط خارجية
- برهام مقصودلو على موقع الاتحاد الدولي للشطرنج (الإنجليزية)
- برهام مقصودلو على موقع مباريات الشطرنج (الإنجليزية)
- برهام مقصودلو على موقع 365Chess.com (الإنجليزية)
- برهام مقصودلو على موقع Chesstempo.com (الإنجليزية)